# Gianina van Groningen
Gianina Elena van Groningen (născută Beleagă; n. 21 mai 1995, Gura Humorului⁠(d), Suceava, România) este o canotoare română, medaliată cu argint olimpic la Paris 2024.

## Carieră
Sportiva este legitimată în prezent la CSA Steaua București. În 2012, împreună cu echipajul de 8+1 — Elena Turtă, Alina-Elena Pop, Iuliana Popa, Ana-Maria Boca, Giorgiana Cucu, Mihaela-Teodora Berindei, Denisa-Maria Albu, Georgiana Danciu — a luat medalia de aur la Mondialele de juniori de la Plovdiv (Bulgaria).
Performanța s-a repetat anul următor, când la Trakai a cucerit medalia de aur în proba de 8+1, împreună cu Andrea-Maria Sticea, Antonia Cerbu, Roxana Parașcanu, Ana-Maria Boca, Elena Turtă, Cristina-Georgiana Popescu, Denisa Tîlvescu și Georgiana Danciu.
La regata preolimpică de la Lucerna, Gianina Beleagă  s-a calificat în premieră la Jocurile Olimpice de vară din 2016 la dublu vâsle categorie ușoară, împreună cu Ionela-Livia Lehaci.
La Jocurile Olimpice de vară din 2016, în proba dublu vâsle categorie ușoară, Gianina împreună cu Ionela-Livia Lehaci ocupă locul 8 după ce se califica în finala B a competitiei. 
În 2017, la Campionatul Mondial de Tineret (U23) de la Plovdiv (Bulgaria) componentele echipajului feminin de dublu vâsle cateogorie ușoară, Gianina și Ionela se impun, câștigând medalia de aur (07:01.240).
Tot în 2017, la Campionatul Mondial de Seniori de la Sarasota-Bradenton (SUA), Gianina împreuna cu colega ei participă la aceasta competiție din poziția de cel mai tânăr echipaj din concurs. După ce conduc mai bine de jumătate de cursă reușesc pe final să își mențină poziția și astfel oferă cea mai surprinzătoare victorie din concurs, cucerind medalia de aur pentru România (06:55.880). 
În anul 2024 a devenit campioană europeană, împreună cu Ionela Cozmiuc. În același an au câștigat medalia de argint la Jocurile Olimpice de la Paris din 2024 la dublu vâsle categoria ușoară.
În 2024 ea a primit Ordinul Meritul Sportiv clasa a II-a cu o baretă. Din 2025 este cetățean de onoare al Craiovei.

## Palmares competițional
| An   | Competiție                     | Locație                  | Loc | Eveniment | Note     |
| ---- | ------------------------------ | ------------------------ | --- | --------- | -------- |
| 2012 | Campionatul Mondial de Juniori | Plovdiv, Bulgaria        | 1   | JW8+      | 6:34,980 |
| 2013 | Campionatul Mondial de Juniori | Trakai, Lituania         | 1   | JW8+      | 6:27,700 |
| 2014 | Campionatul Mondial U23        | Varese, Italia           | 6   | W4x       | 6:39,480 |
| 2015 | Campionatul Mondial U23        | Plovdiv, Bulgaria        | 5   | LW2x      | 7:09,050 |
| 2016 | Regata preolimpică             | Lucerna, Elveția         | 2   | LW2x      | 8:20,050 |
| 2016 | Jocurile Olimpice              | Rio de Janeiro, Brazilia | 8   | LW2x      | 7:24,61  |
| 2017 | Campionatul Mondial U23        | Plovdiv, Bulgaria        | 1   | LW2x      | 7:01,240 |
| 2017 | Campionatul Mondial            | Sarasota-Bradenton, SUA  | 1   | LW2x      | 6:55,880 |
| 2018 | Campionatul Mondial            | Plovdiv, Bulgaria        | 1   | LW2x      | 6:50,71  |
| 2019 | Campionatul European           | Lucerna, Elveția         | 5   | LW2x      | 7:04,05  |
| 2019 | Campionatul Mondial            | Ottensheim, Austria      | 4   | LW2x      | 7:21.73  |
| 2020 | Campionatul European           | Poznań, Polonia          | 3   | LW2x      | 7:00,60  |
| 2021 | Campionatul European           | Varese, Italia           | 2   | LW1x      | 7:45,80  |
| 2021 | Jocurile Olimpice              | Tokio, Japonia           | 6   | LW2x      | 6:49,40  |
| 2023 | Campionatul Mondial            | Belgrad, Serbia          | 6   | LW1x      | 9:13,46  |
| 2024 | Campionatul European           | Seghedin, Ungaria        | 1   | LW2x      | 7:29,63  |
| 2024 | Jocurile Olimpice              | Paris, Franța            | 2   | LW2x      | 6:48,78  |